# Ellipteroides (Progonomyia) quinqueplagiatus
Ellipteroides (Progonomyia) quinqueplagiatus is een tweevleugelige uit de familie steltmuggen (Limoniidae). De soort komt voor in het Neotropisch gebied.